# Pristimantis chamezensis
Pristimantis chamezensis — вид жаб родини Strabomantidae. Описаний у 2020 році.

## Поширення
Ендемік Колумбії. Описаний з реліктового та недослідженого хмарного лісу на західному схилі Кордильєра-Орієнталь.

## Опис
Pristimantis chamezensis легко відрізнити від однотипних видів за наявністю сірої райдужної оболонки з чорними сітчастими вкрапленнями, підконічними горбками на верхній повіці, підборіддям, обрамленим неправильними темно-коричневими плямами, і конічними п'ятковими горбками.